# こまっきー
こまっきーは、愛知県小牧市のマスコットキャラクター。2005年の市制50周年を記念して製作された。名前は市の名称を平仮名にして捩ったもので、姿形は市の花であるツツジの花をモチーフにしている。
当初は2005年の1年間だけの使用予定であったが、同市は「市民からの要望が多かった」として、2006年以降も山に帰ったはずのこまっきーが再び登場して市のマスコットキャラクターとして市内で行なわれるイベントへの出演活動を継続させている。
2015年には、市制60周年を記念して市内の小牧山を力士風に擬人化した新キャラクター「こまき山」が市の新マスコットキャラクターとして誕生した。市の担当者は「こまっきーが好きな市民もいる。今後、こまき山と、こまっきーを併用していきたい」とコメントしている。

## 備考
以前小牧市のマスコットキャラクターとして、同名の馬をモチーフにしたキャラクター（※ただしこちらはカタカナ表記で「コマッキー」）があった。